# Wiosenne Mistrzostwa Ameryki Północnej
Wiosenne Mistrzostwa Ameryki Północnej (Vanderbilt Trophy) – jedne z trzech zawodów brydża sportowego wchodzących w skład Mistrzostw Ameryki Północnej w Brydżu organizowanych przez Amerykańska Ligę Brydżową (ACBL). Vanderblit jest turniejem teamów rozgrywanym w systemie knock-out.

## Historia
Vanderbilt Trophy zostało ufundowane w 1928 przez Harolda Vanderbilta. Zawody odbywały się co roku w Nowym Jorku. W 1958 zawody zostały włączone do rozgrywek Mistrzostw Ameryki Północnej w Brydżu.

## Wyniki
| Rok  | Zwycięzcy | Drugie miejsce |
| ---- | --- | --- |
| 1928 | 1-2. Ralph Richards, Gratz Scott, Edwin Wetzlar, Wilbur Whitehead; 1-2. Abraham Brown, Mrs. Sidney Lovell, Caroline Taylor, Nils Wester | |
| 1929 | Michael Gottlieb, Lee Langdon, Jean Mattheys, Harry Raffel                                                                              | Ralph Leibenderfer, Gratz Scott, Edwin Wetzlar, Wilbur Whitehead                                                                     |
| 1930 | Ely Culbertson, Josephine Culbertson, Theodore Lightner, Waldemar von Zedtwitz                                                          | 2-3. Winfield Liggett, Walter Malowan, George Reith, Howard Schenken; 2-3. Huber Boscowitz, Oswald Jacoby, Willard Karn, P. Hal Sims |
| 1931 | David Burnstine, Oswald Jacoby, Willard Karn, P. Hal Sims                                                                               | Walter Malowan, Jean Mattheys, Howard Schenken, Sherman Stearns                                                                      |
| 1932 | Willard Karn, P. Hal Sims, Harold S. Vanderbilt, Waldemar von Zedtwitz                                                                  | David Burnstine, Richard Frey, Charles Lockridge, Howard Schenken                                                                    |
| 1933 | Phil Abramsohn, Benjamin Feuer, Francis Rendon, Sydney Rusinow                                                                          | Mitch Barnes, Richard Frey, Sam Fry Jr., Louis H. Watson                                                                             |
| 1934 | David Burnstine, Richard Frey, Michael Gottlieb, Oswald Jacoby, Howard Schenken                                                         | Huber Boscowitz, Charles Goren, Charles Lockridge, Johnny Rau                                                                        |
| 1935 | David Burnstine, Michael Gottlieb, Oswald Jacoby, Howard Schenken, Sherman Stearns                                                      | Sam Fry Jr., Edward Hymes Jr., Merwyn Maier, Louis H. Watson                                                                         |
| 1936 | Phil Abramsohn, Irving Epstein, Harry Fishbein, Fred Kaplan                                                                             | Walter Beinicke, Charles Goren, Lee Langdon, Jean Mattheys                                                                           |
| 1937 | David Burnstine, Oswald Jacoby, Merwyn Maier, Howard Schenken, Sherman Stearns                                                          | B. Jay Becker, Theodore Lightner, Charles Lockridge, Harold S. Vanderbilt, Waldemar von Zedtwitz                                     |
| 1938 | David Burnstine, Oswald Jacoby, Merwyn Maier, Howard Schenken, Sherman Stearns                                                          | B. Jay Becker, Edward Hymes Jr., Theodore Lightner, Charles Lockridge, Waldemar von Zedtwitz                                         |
| 1939 | Melville Alexander, Sigmund Dornbusch, Syl Gintell, Lee Hazen, Harry Raffel                                                             | Wingate Bixby, Theodore Lightner, Robert McPherran, Mrs. S. W. Peck                                                                  |
| 1940 | Edward Hymes Jr., Charles Lockridge, Robert McPherran, Harold S. Vanderbilt, Waldemar von Zedtwitz                                      | Al Brodsky, Louis Lipschitz, Herbert Rosenzweig, Alexander Schultz                                                                   |
| 1941 | John Crawford, Myron Fuchs, Robert McPherran, Sherman Stearns                                                                           | B. Jay Becker, Oswald Jacoby, Theodore Lightner, Merwyn Maier, Howard Schenken                                                       |
| 1942 | Lester Bachner, Sigmund Dornbusch, Richard Frey, Lee Hazen, Sam Stayman                                                                 | Sam Fry Jr., Benedict Jarmel, George Rapee, Helen Sobel                                                                              |
| 1943 | Harry Fagin, Harry Fishbein, Fred Kaplan, Alvin Roth, Tobias Stone                                                                      | Phil Abramsohn, Morrie Elis, E. O. Keller, Charles Van Vleck, Waldemar von Zedtwitz                                                  |
| 1944 | B. Jay Becker, Charles Goren, Sidney Silodor, Helen Sobel                                                                               | Richard Frey, Lee Hazen, Charles Lockridge, George Rapee, Sam Stayman                                                                |
| 1945 | B. Jay Becker, Charles Goren, Sidney Silodor, Helen Sobel                                                                               | Edward Hymes Jr., Theodore Lightner, Howard Schenken, Sam Stayman, Waldemar von Zedtwitz                                             |
| 1946 | John Crawford, Oswald Jacoby, George Rapee, Howard Schenken, Sam Stayman                                                                | Samuel Katz, Bertram Lebhar Jr., Peter Leventritt, Simon Rossant, Waldemar von Zedtwitz                                              |
| 1947 | David Clarren, Harry Feinberg, Harry Fishbein, Larry Hirsch, Joseph Low                                                                 | Lee Hazen, Samuel Katz, Bertram Lebhar Jr., Peter Leventritt                                                                         |
| 1948 | Robert Appleyard, Jay T. Feigus, William Lichtenstein, Harry Sonnenblick, Albert Weiss                                                  | Ambrose Casner, Herman Goldberg, Fred Hirsch, Mrs. Ira Strasser, Albert Wolfe                                                        |
| 1949 | Morrie Elis, Harry Fishbein, Lee Hazen, Larry Hirsch, Charles Lockridge                                                                 | B. Jay Becker, Myron Field, Charles Goren, Oswald Jacoby, Helen Sobel                                                                |
| 1950 | John Crawford, George Rapee, Howard Schenken, Sidney Silodor, Sam Stayman                                                               | B. Jay Becker, Myron Field, Charles Goren, Helen Sobel                                                                               |
| 1951 | B. Jay Becker, John Crawford, George Rapee, Sam Stayman                                                                                 | Barry Cohen, Jack Hancock, Emanuel Hochfield, Gloria Turner, Hortense Evans                                                          |
| 1952 | Ned Drucker, Irvin Kass, Sidney Mandell, Milton Moss, Jesse Sloan                                                                       | B. Jay Becker, John Crawford, George Rapee, Howard Schenken, Sam Stayman                                                             |
| 1953 | Richard Kahn, Edgar Kaplan, Peter Leventritt, William Lipton, Ruth Sherman                                                              | Myron Field, Charles Goren, Alvin Roth, Sidney Silodor, Helen Sobel                                                                  |
| 1954 | Kalman Apfel, Francis Begley, Ned Drucker, Sidney Mandell, Milton Moss                                                                  | Morrie Elis, Stanley Fenkel, Simon Rossant, Peggy Solomon, Charles Solomon                                                           |
| 1955 | B. Jay Becker, John Crawford, George Rapee, Howard Schenken, Sidney Silodor                                                             | Charles Goren, Boris Koytchou, Peter Leventritt, Harold Ogust, Helen Sobel                                                           |
| 1956 | B. Jay Becker, John Crawford, George Rapee, Howard Schenken, Sidney Silodor                                                             | Leonard Hess, Jane Jaeger, Lewis Jaeger, William M. Lichtenstein, Joseph Low                                                         |
| 1957 | B. Jay Becker, John Crawford, George Rapee, Howard Schenken, Sidney Silodor                                                             | Rudolf Bortstiber, Raoul Lichtenstein, Ozzie Ray, Moe Rubenfeld                                                                      |
| 1958 | Harry Fishbein, Sam Fry Jr., Leonard Harmon, Lee Hazen, Ivar Stakgold                                                                   | Ralph Hirschberg, Richard Kahn, Edgar Kaplan, Norman Kay, Alfred Sheinwold, Charles Solomon                                          |
| 1959 | B. Jay Becker, John Crawford, Norman Kay, George Rapee, Sidney Silodor, Tobias Stone                                                    | Charles Goren, Paul Hodge, Peter Leventritt, Harold Ogust, Howard Schenken, Helen Sobel                                              |
| 1960 | John Crawford, Norman Kay, Sidney Silodor, Tobias Stone                                                                                 | Russell Arnold, Edith Kemp, Robert Reynolds, William Seamon, Albert Weiss, Waldemar von Zedtwitz                                     |
| 1961 | Charles Coon, Robert Jordan, Eric Murray, Arthur Robinson                                                                               | Ollie Adams, Harold Guiver, Eddie Kantar, Marshall Miles, Ron Von der Porten                                                         |
| 1962 | Larry Kolker, Carolyn Levitt, Jerry Levitt, Garrett Nash, George de Runtz                                                               | Charles Goren, Boris Koytchou, Peter Leventritt, Harold Ogust, Howard Schenken, Helen Sobel                                          |
| 1963 | Harold Harkavy, Edith Kemp, Alvin Roth, Clifford Russell, William Seamon, Albert Weiss                                                  | Harold Guiver, Lew Mathe, Erik Paulsen, Ron Von der Porten, Edward Taylor                                                            |
| 1964 | Bob Hamman, Eddie Kantar, Don Krauss, Peter Leventritt, Lew Mathe, Howard Schenken                                                      | B. Jay Becker, Ivan Erdos, Dorothy Hayden, Kelsey Petterson, Helen Portugal, Morris Portugal                                         |
| 1965 | Philip Feldesman, John Fisher, James Jacoby, Oswald Jacoby, Ira Rubin, Albert Weiss                                                     | Bobby Jordan, Edgar Kaplan, Norman Kay, Boris Koytchou, George Rapee, Arthur Robinson                                                |
| 1966 | Philip Feldesman, Bob Hamman, Sami Kehela, Lew Mathe, Ira Rubin                                                                         | Bill Eisenberg, Ivan Erdos, Bobby Goldman, Leonard Harmon, Tobias Stone                                                              |
| 1967 | James Jacoby, Mike Lawrence, Lew Mathe, Bobby Nail, Ron Von der Porten, Lew Stansby                                                     | Sidney Lazard, Peter Leventritt, Paul Levitt, George Rapee, Howard Schenken                                                          |
| 1968 | Bobby Jordan, Edgar Kaplan, Norman Kay, Arthur Robinson, Bill Root, Alvin Roth                                                          | Bob Hamman, Eddie Kantar, Ira Rubin, Gerald Westheimer                                                                               |
| 1969 | Gerald Hallee, Paul Soloway, John Swanson, Richard Walsh                                                                                | Philip Feldesman, Victor Mitchell, Ira Rubin, Samuel Stayman, Tobias Stone, Gerald Westheimer                                        |
| 1970 | Edgar Kaplan, Norman Kay, Sami Kehela, Sidney Lazard, Eric Murray, George Rapee                                                         | Bill Eisenberg, Bobby Goldman, Bob Hamman, Jim Jacoby, Mike Lawrence, Bobby Wolff                                                    |
| 1971 | Bill Eisenberg, Bobby Goldman, Bob Hamman, Jim Jacoby, Mike Lawrence, Bobby Wolff                                                       | Chuck Burger, Eddie Kantar, Kyle Larsen, Ron Von der Porten, Ira Rubin, Paul Soloway                                                 |
| 1972 | Steven Altman, Eugene Neiger, Thomas Smith, Alan Sontag, Joel Stuart, Peter Weichsel                                                    | Jack Blair, Fred Hamilton, Howard Perlman, Paul Soloway                                                                              |
| 1973 | Mark Blumenthal, Bobby Goldman, Bob Hamman, Mike Lawrence, Bobby Wolff                                                                  | Larry T. Cohen, Billy Eisenberg, Edwin Kantar, Dr. Richard Katz, Bud Reinhold                                                        |
| 1974 | David Crossley, Robert Crossley, Eric Kokish, Joey Silver                                                                               | Ron Andersen, Mark Feldman, Stephen Goldstein, Merle Tom, Kathie Wei                                                                 |
| 1975 | Roger Bates, Larry T. Cohen, Richard Katz, John Mohan, George Rosenkranz                                                                | Richard Freeman, Alvin Roth, Cliff Russell, Alan Sontag, Stan Tomchin, Peter Weichsel                                                |
| 1976 | Roger Bates, Larry T. Cohen, Richard Katz, John Mohan, George Rosenkranz                                                                | Malcolm Brachman, Bill Eisenberg, Bobby Goldman, Eddie Kantar, Mike Passell, Paul Soloway                                            |
| 1977 | Mike Becker, Mark Blumenthal, Fred Hamilton, Mike Lawrence, Ron Rubin, John Swanson                                                     | Ron Andersen, Gerald Caravelli, Hugh MacLean, Milt Rosenberg, Kathie Wei                                                             |
| 1978 | Malcolm Brachman, Bobby Goldman, Eddie Kantar, Billy Eisenberg, Mike Passell, Paul Soloway                                              | Mike Becker, Lou Bluhm, George Rosenkranz, Ron Rubin, Tom Sanders                                                                    |
| 1979 | Lou Bluhm, Richard Freeman, Mark Lair, Cliff Russell, Tom Sanders, Eddie Wold                                                           | Ron Andersen, Dave Berkowitz, Jeff Meckstroth, Judi Radin, Kathie Wei                                                                |
| 1980 | Russ Arnold, Bobby Levin, Jeff Meckstroth, Bud Reinhold, Eric Rodwell                                                                   | Ron Andersen, Mark Feldman, Eric Kokish, Peter Nagy                                                                                  |
| 1981 | B. Jay Becker, Michael Becker, Edgar Kaplan, Norman Kay, Ron Rubin                                                                      | Ira Corn, Bob Hamman, Fred Hamilton, Ira Rubin, Alan Sontag, Peter Weischsel, Bobby Wolff                                            |
| 1982 | James Jacoby, Jeff Meckstroth, Mike Passell, Eric Rodwell, George Rosenkranz, Eddie Wold                                                | Marty Bergen, Mark Cohen, Jerry Goldfein, Warren Rosner, Luella Slaner                                                               |
| 1983 | Bill Root, Richard Pavlicek, Norman Kay, Edgar Kaplan                                                                                   | Eddie Kantar, Bill Eisenberg, Fred Hamilton, Jimmy Cayne, Alan Sontag                                                                |
| 1984 | Chip Martel, Lew Stansby, Hugh Ross, Peter Pender                                                                                       | Cliff Russell, Robert Levin, Curtis Smith, Peter Nagy, Dave Berkowitz, Harold Lilie                                                  |
| 1985 | Eric Rodwell, Jeff Meckstroth, Ron Rubin, Michael Lawrence, Michael Becker, Peter Weichsel                                              | Barry Crane, Bobby Nail, Dan Morse, Ira Chorush, Tom Sanders, John Sutherlin                                                         |
| 1986 | Edgar Kaplan, Norman Kay, Bill Root, Richard Pavlicek                                                                                   | Jim Whitaker, Chris Compton, Ira Corush, Bart Bramley, Lou Bluhm                                                                     |
| 1987 | Peter Pender, Peter Boyd, Lew Stansby, Hugh Ross, Steve Robinson, Chip Martel                                                           | Jack Schwencke, Drew Casen, Jim Krekorian, Jim Becker, Howard Chandross                                                              |
| 1988 | Eddie Kantar, Alan Sontag, John Mohan, Roger Bates                                                                                      | Dave Berkowitz, Billy Cohen, Ron Smith, Zia Mahmood                                                                                  |
| 1989 | Ron Rubin, Michael Becker, Bart Bramley, Robert Levin, Lou Bluhm, Peter Weichsel                                                        | Eddie Kantar, Alan Sontag, Dan Rotman, Bill Eisenberg, Larry T. Cohen, Cliff Russell                                                 |
| 1990 | Dan Morse, John Sutherlin, Michael Kamil, Ron Gerard, Tom Sanders, Bill Pollack                                                         | Zia Mahmood, Michael Rosenberg, Seymon Deutsch, Dave Berkowitz, Larry Cohen, Marty Bergen                                            |
| 1991 | Steve Robinson, Peter Boyd, Kit Woolsey, Ed Manfield                                                                                    | Zia Mahmood, Mike Rosenberg, Seymon Deutsch, Eric Rodwell, Jeff Meckstroth                                                           |
| 1992 | Andy Goodman, John Mohan, Roger Bates, John Schermer, Neil Chambers                                                                     | Steve Robinson, Peter Boyd, Kit Woolsey, Neil Silverman, Chip Martel, Lew Stansby                                                    |
| 1993 | Howard Weinstein, Peter Nagy, Dan Morse, John Sutherlin, Tom Sanders, Russ Arnold                                                       | Cliff Russell, Sam Lev, Dave Berkowitz, Bjorn Fallenius, Mats Nilsland, Larry Cohen                                                  |
| 1994 | Seymon Deutsch, Gaylor Kasle, Michael Rosenberg, Zia Mahmood, Chip Martel, Lew Stansby                                                  | Ron Gerard, George Steiner, Edgar Kaplan, Norman Kay, Sidney Lazard                                                                  |
| 1995 | Bill Root, Richard Pavlicek, Michael Polowan, Marc Jacobus                                                                              | Edgar Kaplan (npc), George Steiner, Joey Silver, Ron Gerard, Michael Kamil                                                           |
| 1996 | Zia Mahmood, Michael Rosenberg, Seymon Deutsch, Chip Martel, Lew Stansby                                                                | Nick Nickell, Richard Freeman, Bob Hamman, Bobby Wolff, Jeff Meckstroth, Eric Rodwell                                                |
| 1997 | Richard Schwartz, Mark Lair, Steve Robinson, Peter Boyd, Paul Soloway, Bobby Goldman                                                    | James Cayne, Mark Feldman, Chuck Burger, Mike Passell, Michael Seamon, Alan Sontag                                                   |
| 1998 | Richard Schwartz, Mark Lair, Chip Martel, Lew Stansby, Paul Soloway, Bobby Goldman                                                      | James Cayne, Chuck Burger, Mike Passell, Michael Seamon, David Berkowitz, Larry Cohen                                                |
| 1999 | George Jacobs, Ralph Katz, Peter Weichsel, Alan Sontag, Lorenzo Lauria, Alfredo Versace                                                 | Steve Robinson, Peter Boyd, Kit Woolsey, Fred Stewart, Michael Becker, Michael Kamil                                                 |
| 2000 | Nick Nickell, Richard Freeman, Bob Hamman, Paul Soloway, Jeff Meckstroth, Eric Rodwell                                                  | Richard Schwartz, Drew Casen, Zia Mahmood, Michael Rosenberg, Bobby Levin, Steve Weinstein                                           |
| 2001 | Andriej Gromow, Aleksandr Pietrunin, Cezary Balicki, Adam Żmudziński                                                                    | George Rosenkranz, John Mohan, Sam Lev, Piotr Gawryś, Jacek Pszczoła                                                                 |
| 2002 | Reese Milner, Marc Jacobus, Sam Lev, John Mohan, Jacek Pszczoła, Piotr Gawryś                                                           | Nick Nickell, Richard Freeman, Bob Hamman, Paul Soloway, Eric Rodwell, Jeff Meckstroth                                               |
| 2003 | Nick Nickell, Richard Freeman, Bob Hamman, Paul Soloway, Jeff Meckstroth, Eric Rodwell                                                  | Richard Pavlicek, Lee Rautenberg, Barnet Shenkin, Michael Kamil, Martin Fleisher, Bob Jones                                          |
| 2004 | George Jacobs, Ralph Katz, Lorenzo Lauria, Alfredo Versace, Norberto Bocchi, Giorgio Duboin                                             | Richard Schwartz, Michael Becker, Larry Cohen, David Berkowitz, Steve Robinson, Peter Boyd                                           |
| 2005 | Richard Schwartz, Michael Becker, Larry Cohen, David Berkowitz, Massimo Lanzarotti, Andrea Buratti                                      | John Onstott, Jim Robison, Drew Casen, Chris Compton, Samuel Cohen, Jim Krekorian                                                    |
| 2006 | Fred Chang, Seymon Deutsch, Gunnar Hallberg, Jack Zhao, Fu Zhong                                                                        | Roy Welland, Bjorn Fallenius, Chip Martel, Lew Stansby, Adam Żmudziński, Cezary Balicki                                              |
| 2007 | Bjorn Fallenius, Antonio Sementa, Christal Henner-Welland, Roy Welland, Adam Żmudziński, Cezary Balicki                                 | Lou Ann O’Rourke, Marc Jacobus, Geoff Hampson, Eric Greco, Giorgio Duboin, Norberto Bocchi                                           |
| 2008 | Piotr Walczak (npc), Jerzy Skrzypczak, Bogusław Gierulski, Krzysztof Martens, Krzysztof Jassem                                          | Ron Rubin, Russell Ekeblad, Peter Weichsel, Marcin Leśniewski, Louk Verhees Jr., Jan Jansma                                          |
| 2009 | Ralph Katz, George Jacobs, Robert Levin, Steve Weinstein, Walid Elahmady, Tarek Sadek                                                   | John Diamond, Brian Platnick, Fred Gitelman, Brad Moss, Geoff Hampson, Eric Greco                                                    |
| 2010 | Pierre Zimmerman, Franck Multon, Thomas Bessis, Michel Bessis, Tor Helness, Geir Helgemo                                                | Martin Fleisher, Michael Kamil, Chip Martel, Lew Stansby, Robert Levin, Steve Weinstein                                              |
| 2011 | Marty Fleisher, Mike Kamil, Chip Martel, Lew Stansby, Bobby Levin, Steve Weinstein                                                      | Ishmael Delmonte, David Bakhshi, Leslie Amoils, Curtis Cheek, Joe Grue                                                               |
| 2012 | Leslie Amoils, Darren Wolpert, Joe Grue, Curtis Cheek, Ishmael Delmonte, Thomas Bessis                                                  | John Diamond, Brian Platnick, Fred Gitelman, Brad Moss, Eric Greco, Geoff Hampson                                                    |
| 2013 | Sabine Auken, Roy Welland, Morten Bilde, Dennis Bilde                                                                                   | Ricco van Prooijen, Louk Verhees, Sjoert Brink, Bas Drijver, Kevin Bathurst, Daniel Zagorin                                          |
| 2014 | Nick Nickell, Ralph Katz, Bobby Levin, Jeff Meckstroth, Eric Rodwell, Steve Weinstein                                                   | Pierre Zimmermann, Franck Multon, Fulvio Fantoni, Claudio Nunes, Tor Helness, Geir Helgemo                                           |
| 2015 | Giorgio Duboin, Zia Mahmood, Agustin Madala, Norberto Bocchi                                                                            | John Diamond, Brian Platnick, Eric Greco, Geoff Hampson, Marc Jacobus, Eddie Wold                                                    |
| 2016 | Norberto Bocchi, Diego Brenner, Zia Mahmood, Giorgio Duboin, Alejandro Bianchedi, Agustin Madala                                        | James Cayne, Michael Seamon, Alfredo Versace, Lorenzo Lauria, Antonio Sementa, Mustafa Cem Tokay                                     |
| 2017 | Nick Nickell, Ralph Katz, Bobby Levin, Jeff Meckstroth, Eric Rodwell, Steve Weinstein                                                   | Richard Schwartz, Daniel Korbel, Boye Brogeland, Espen Lindqvist, David Bakhshi, David Gold                                          |
| 2018 | Chip Martel, Marty Fleisher, Eric Greco, Joe Grue, Geoff Hampson, Brad Moss                                                             | Nick Nickell, Ralph Katz, Bobby Levin, Jeff Meckstroth, Eric Rodwell, Steve Weinstein                                                |
| 2019 | Jeffrey Wolfson, Mike Becker, Peter Crouch, Steve Garner, Alexander Hydes, Mike Kamil                                                   | Nick Nickell, Ralph Katz, Bobby Levin, Jeff Meckstroth, Eric Rodwell, Steve Weinstein                                                |